# 龙王山水库
龙王山水库是中国江苏省淮安市盱眙县境内的一座水库，位于滩桥河中游，建于1976年。水库正常库容为9183万立方米，集雨面积为196.6平方千米。